# Crominància
La crominància designa la part del senyal de vídeo que correspon a la informació del color. Ja s'ha indicat per a la luminància, que la informació del color es compon a partir de 3 colors primaris: R, G i B (inicials dels següents colors en anglès), per a respectivament, el vermell, el verd i el blau (síntesi additiva de color). Un senyal de vídeo es compon, d'una part de la informació de luminància i cal disposar de dues informacions de crominància perquè les tres informacions de color (corresponents als primaris) es puguin reconstituir. Ens trobem davant d'un sistema de tres equacions amb tres incògnites, les variables de les quals són les següents: 
(R,G,B) ↔ (Y,U,V)
Y representa la luminància i val :

{\displaystyle {\begin{array}{rll}Y&=0.299\times R+0.587\times G+0.114\times B\\\end{array}}}
U representa la diferència entre el nivell de vermell i la luminància :

{\displaystyle {\begin{array}{rll}U&=0,436\times (B-Y)/(1-0,114)\\\end{array}}}
V representa la diferència entre el nivell de blau i la luminància :

{\displaystyle {\begin{array}{rll}V&=0,615\times (R-Y)/(1-0,299)\end{array}}}

Per això és millor representar el color primari verd amb la lletra G, per evitar tota confusió.
D'aquesta manera, el pas d'un sistema de color RGB a un sistema YUV es pot representar mitjançant una matriu.
{\displaystyle {\begin{pmatrix}Y\\U\\V\end{pmatrix}}={\begin{pmatrix}+0,299&+0,587&+0,114\\-0,147&-0,289&+0,436\\-0,615&-0,515&-0,100\end{pmatrix}}\times {\begin{pmatrix}R\\G\\B\end{pmatrix}}}
Aquest sistema és bidireccional, cosa que permet, per l'operació inversa, de retrobar els senyals RVB per mostra-los en una pantalla.

{\displaystyle {\begin{pmatrix}R\\G\\B\end{pmatrix}}={\begin{pmatrix}+1,000&+0,000&+1,140\\+1,000&-0,396&+0,581\\+1,000&+2,029&+0,000\end{pmatrix}}\times {\begin{pmatrix}Y\\U\\V\end{pmatrix}}}
Els sistemes vídeo PAL i SECAM, però també el format d'imatge JPEG i els formats numèrics MPEG i DV es basen en el codi de la imatge en YUV. La resolució dels senyals de crominància U i V es divideix també per dos seguint els eixos X i Y, la qual cosa permet de dividir per 4 el volum de les dades. Aquesta etapa de compressió «hard» permet economitzar amplada de banda de manera senzilla, es basa en el fet que l'ull detecta menys precisió de detalls en les informacions de color.

## Història
La idea de transmetre un senyal de televisió en color amb components de luma i crominància diferenciats s'atribueix a l'enginyer francès Georges Valensi, que la patentà al seu país l'any 1942 i als Estats Units el 1949. A la sol·licitud de la patent, Valensi establí el següent:
L'ús de dos senyals diferents que utilitzen les dues bandes laterals de la modulació de la mateixa ona portadora i que transporten, respectivament, una d'elles els senyals de brillantor i de sincronització, i l'altra el color... té l'avantatge de permetre la utilització tant de receptors corrents capaços de mostrar només les imatges en blanc i negre, com de receptors més cars capaços de mostrar les imatges en color d'aspecte més agradable. [Georges Valensi]
Els esquemes anteriors per sistemes de televisió en color, que eren incompatibles amb els receptors monocromàtics existents, transmetien senyals RGB de maneres diferents.